# Ineu (Arad)
Pour les articles homonymes, voir Ineu.
Ineu (Borosjenő en hongrois) est une ville roumaine du județ d'Arad, en Transylvanie. 

## Géographie
La ville est située à l'ouest de la Roumanie, à 57 km de la capitale de son județ, Arad, à la croisée du Bassin de Crișul Alb et du Plateau de Crișurilor.

## Histoire
Le premier document attestant de l’existence de la ville d'Ineu date de 1214, appelée alors Villa Ieneu. Pendant la période de domination ottomane, la ville était nommée Yanova.